# Јања Влајинац
Јања Влајинац (Врање, 1817 — Врање, 1902) био је познати врањски трговац и индустријалац, један од највиђенијих људи у Србији у то доба. Прославио је име породице Влајинац и града Врања по читавом Балканском полуострву и даље.

## Биографија
Јања Влајинац је рођен 1817. године у Врању. Још веома млад, почео је да се школује и да стиче знања. Касније је Јања научио течно да говори турски и арнаутски језик. Иако је са Грцима активно трговао, није их волео, па ни њихов језик није хтео да учи.
Презивао се Стошић али из пијетета према баби Влајини која га је очувала и која је учврстила фамилијарни корен, себи и својој деци дао је презиме Влајинац.
Оженио се у двадесет и седмој години, Милицом, ћерком Хаџи-Михајла Погачарца. За то време сматрало се да је каснио са женидбом. Јања је говорио: Млад човек прво мора да напуни ћемер па тек тада да се кући и оснује пододицу. Имао је пет кћери и три сина. Изгубио је супругу када је имао шездесет година и никада се није опоравио од овог губитка. Често је говорио да је од Миличине смрти он получовек, а његова кућа полукућа.

## Историјат породице Влајинац
Влајинци потичу од породице Стошић која се доселила у Врање у другој половини 18. века из Црвеног Града, села у општини Трговиште, које је онда припадало кривопаланачком срезу.
Први Влајинац је био Китан Стошић, али фамилија ће постати позната по Стоши, сину Димитрија и Влајинке. Димитрије је умро млад а баба Влајинка је очувала Стошине синове Јању и Димитрија. Удовица Влајинка је наставила да води домаћинство након смрти свог супруга и презиме Влајинац потиче од ње, као кључне фигуре у одгајању и васпитавању својих унука. Фамилија је била осредње имућна а веће богаство је стекла када су Јања и његов брат Димитрије завршили школе и почели да се баве трговином.

## Пионир
Јања Влајинац је први у Врању развио индустрију вина. Након ослобођења од Турака купио је атаре у Кусом блату где је од блатишта направио најродније њиве. Увео је наводњавање преко долапа. Искључиво се ограничио на производњу вина и пољопривреду. Вино је продавао и у иностранству. Производњу вина којом се бавио све је више усавршавао и развијао. На неколико изложби по ослобођењу је добио највиша признања. Први је 1858. године донео у Врање србијанске бачве с гвозденим обручима.
Први је донео свиње дунавске и беркширске расе. Јања је донео и разне пољопровредне модерне справе за то доба као што су: алат-тријер, ветрењачу, муљачу и друго.
Први је у Врању 1848. године подигао кућу на два нивоа. Кућа се и данас налази у улици Генерала Белимарковића-Влајинско сокаче. У тој кући је 1932. године била редакција Врањских, ондашњих локалних новина.
Јања Влајинац је први направио бунар са точком и двема кофама за спуштање и вађење воде. Заменио лојане свеће лампама са петролеумом. Први је у Врању у својој кући поставио пећи и купио фијакер за своје уживање.
Јања је од ране младости до дубуке старости био врло продуктиван. Најпре је, годинама, трговао са сировим кожама од ситне стоке и са гвожђуријом. Коже је продавао у Србију, а гвожђурију је доносио из Сарајева. Потом је са млађим братом Димитријем до 1861. године водио колонијалну радњу.
Од 1868. године се бавио извозом чаура од свилених буба. Дуго је био једини у читавој околини који је извозио чауре свилених буба.
Учествовао је у изградњи Саборног храма 1837. године и после у обнови тог храма 1858. године. Више година био је тутор Саборне Цркве у Врању.

## Карактерна личност
Не без разлога, остао је упамћен по напредном и специфичном начину живота. Био је изузетно прецизан и тачан. Умео је пажљиво и сигурно да препозна тачну вредност људи, њихов карактер и њихову способност. Због тога је само одабране људе поштовао и ценио. Сиротињу је помагао без изузетка. У његовој кући сви су морали радити од јутра до мрака. Први је устајао, а последњи легао да спава. Све је држао под конролом, сваки динар имао је своју правилну намену. Зато никад није имао падове већ само материјалне успоне. Од Јање Влајинца било је и богатијих људи у Врању али је он био најуреднији и најнапреднији домаћин. Био је строго моралан човек са смислом за хумор. Умерен у свему, никада се није заборавио у јелу и пићу нити је икада прескочио границу учтивости и пристојности.

## Поштовалац знања и науке
О Јањи су се испредале легенде и приче по старом Врању. Али, ни богатство које је стекао, ни одлуке којима је утицао на мењање друштвене стварности Врања нису биле пресудне у погледу памћења. Пресудна је била његова брига за школовање младих.
Волео је наше народне и јуначке песме. У кући Јање Влајинца редовно се читала Вукова песмарица уз одсјај петролејске лампе. Последњих година његовог живота унуци су му готово сваке вечери читали јуначке песме и друге старе књиге које је он још као млад човек доносио из Србије. Био је жива историја. Знао је све о Врању у прсте. Знао је све митрополите у околним и удаљеним градовима. Био је у Хиландару, Високим Дечанима и Рили. Најчешће је приповедао о буђењу Србије из вишевековног ропства.
Књига "Огледало Србско" штампана је у врло малом тиражу и постоји списак свих који је поседују. Један од ретких који је поседовао ову књигу био је Јања Влајинац. Много је волео да се млади образују. Јању Влајинца је остављало без даха мудрост, упорност и знање. Поштовао је традицију и српство. Био је велики противник грчких владика, Ексархије и бугарске школе. Био јако разочаран када му је најмлађи син напустио српску школу, зато што се тамо тражио рад и због тога отишао у Бугарску. Није успео да свог најмлађег сина спреми за ма какав посао. Разочаран својим синовима, последњих година живота нашао је утеху у првом унуку Милану Влајинцу. Пред саму смрт Влајинчеву, унук му је докторирао на Пољопривредном факултету Универзитета у Халеу и своју докторску дисертацију посветио свом деди. Из пијетета, на гробу му је подигао спомен-плочу. Из истих побуда је свога покојног деду уписао и за члана добротвора Друштва Светог Саве.
Јања Влајинац је умро 1902. у 84. години.